# 退役軍人
退役軍人（たいえきぐんじん、英：Veteran）とは、現役、予備役を退いた軍人のこと。現代の日本においては退職した自衛官は退職自衛官（たいしょくじえいかん）と呼ばれる。
退職軍人、退官軍人などとされないのは旧日本軍をはじめとする多くの国の軍隊で、士官以上の軍人が終身官とされているためである。

## 概要
退役軍人とは狭義には退役という役種に編入された軍人の事を指す。退役軍人は終生官職と階級を保持し公の場で軍服や勲章を着用する権利が認められるのが通例である。国によっては戦時に予備役の次に再招集される可能性があったり、単身で敵軍に抗敵する義務を科している場合もある。旧日本軍をはじめとして、将校以上の場合のみ、このような処遇が行われることが多い。
広義には予備役なども含め現役を退いた軍人すべてを指す。こちらの意味では在郷軍人という言葉を使うこともある。軍を一生の仕事とする職業軍人はさほど多くなく、兵卒の多くは数年で社会に戻る。これは特に徴兵制の国において顕著である。そのため一口に退役軍人と言っても様々な人々がいる。
また軍は独自の価値観と社会性を持ち、戦争体験などによる連帯感を有するので退役軍人は有権者や圧力団体として社会に影響力を及ぼす。また負傷による障害が原因で退役する軍人を特に傷痍軍人と呼ぶ。

## 退役軍人のための組織
多くの国で、退役軍人会などが組織される。これは単なる親睦団体ではなく、有事の際の後方支援組織としての機能を有している場合が多い。

### 公的機関
- アメリカ合衆国：アメリカ合衆国退役軍人省（Department of Veteran Affairs）
- 日本：厚生労働省社会・援護局、総務省政策統括官（恩給担当）
- 大韓民国：国家報勲部
- 中華民国（台湾）：国軍退除役官兵輔導委員会
- 中華人民共和国：中華人民共和国退役軍人事務部
- オーストラリア：オーストラリア退役軍人省
- カナダ：カナダ退役軍人省
- ウクライナ：ウクライナ退役軍人省

### 民間
- 日本：戦友会、在郷軍人会、日本郷友連盟、隊友会、偕行社、水交会、つばさ会
- アメリカ合衆国：退役軍人会

## 復員軍人の日
アメリカ合衆国では、毎年11月11日を「復員軍人の日」としている。本来、この日は第一次世界大戦の終結日（1918年11月11日）に当たり、戦死者や退役軍人のための行事が行われてきたが、1954年からアメリカ軍が参戦した全ての戦争に参加し戦闘に従事した軍人のための日となった。当日は、大統領がアーリントン国立墓地などに出向き演説を行うことが多い。

## 退役軍人による民間軍事会社の創設
民間軍事会社（PMC）は、自らの豊富な経験の活用を目的とした退役軍人の手によって創設されることが多い。その代表例として、最大手のひとつであるブラックウォーターUSAは、Navy SEALsの元隊員によって立ち上げられている。
冷戦が終了し世界規模で軍縮が進み、退役軍人の数が増加した。それに伴ってPMCの数も増え始めた。また、地域紛争やテロが頻発する世界情勢において、退役軍人の豊富な経験やコストの低さを背景に、PMCに対する需要が高まることになった。イラク戦争では、正規軍兵士10名に対しPMC社員1人とすらいわれる割合になるに至った。
また、現役の軍人達が、部隊の運用に無理解な一部の上層部を見限り、（経験豊富である退役軍人が舵取りを行う）PMCに転身するという事例も多い。